# Vorona berivotrensis
Vorona (il cui nome in lingua malgascia significa "uccello", mentre il nome specifico, berivotrensis, significa "da Berivotra") è un genere estinto di uccello preistorico vissuto nel Cretaceo superiore, circa 83.5-70.6 milioni di anni fa (Campaniano-Maastrichtiano), ritrovato nella Formazione Maevarano, in una cava vicino al villaggio di Berivotra, nella Provincia di Mahajanga, Madagascar.La specie tipo, V. berivotrensis è nota solo per resti sparsi, possibilmente di un singolo individuo (UA 8651 e FMNH PA715).
L'affiliazione filogenetica di Vorona è alquanto difficile da determinare a causa della frammentarietà dei suoi resti, soprattutto perché il mix di caratteristiche primitive ed evolute che presenta. È possibile che il Vorona sia un'ornituromorfo primitivo.
Il Vorona viene talvolta confuso con il dromeosauro unenlagiino Rahonavis, i cui fossili sono stati ritrovati nella stessa zona. Questa confusione ha portato al comune malinteso che il Vorona avesse un artiglio a falce come i deinonicosauri, su ogni piede.